# ألفي كون
ألفي كون (Alfie Kohn) (مواليد 15 أكتوبر 1975) هو كاتب ومحاضر أمريكي أجرى أبحاثًا في عدد من الموضوعات في مجال التعليم وتربية الأبناء والسلوك الإنساني. ويعد كون شخصية بارزة في مجال التربية التقدمية ونشر العديد من المقالات النقدية للعديد من الجوانب التقليدية في مجال تربية الأبناء والإدارة والمجتمع الأمريكي بوجه عام، واستفاد في جميع هذه المقالات من أبحاث العلوم الاجتماعية.
أدت التحديات التي طرحها كون في مقابل النظريات والمناهج المتعارف عليها على نطاق واسع إلى تحويله إلى شخصية مثيرة للجدل، لا سيما مع علماء السلوك والمحافظين وأولئك الذين يدافعون عن مناهج محددة شكك فيها، مثل استخدام المنافسة وبرامج التحفيز والانضباط التقليدي وأساليب إجراءالاختبارات القياسية والتقديرات الدراسية والواجبات والتعليم التقليدي.

## السيرة الذاتية
ولد كون في ميامي بيتش، بولاية فلوريدا. وحصل على شهادة البكالوريوس من جامعة براون في عام 1979،  ثم سلك نهجه الخاص به في الدراسة متعددة التخصصات وحصل على درجة الماجستير في العلوم الاجتماعية من جامعة شيكاغو. وقد درَّسَ كون في كل من مستويي التعليم الثانوي والجامعي في ولايتي بنسيلفانيا وماساتشوستس. وهو والد لطفلين، يعيش في منطقة بوسطن ويعمل كعالم مستقل غير منتسب لأي مؤسسة.

## وجهات نظره حول التعليم
قد تُوصف أفكار كون بشأن التعليم في الوقت الحالي على أنها تقدمية وتأثرت بأعمال جون ديوي (John Dewey) وجان بياجيه (Jean Piaget). يؤمن كون بمدى نفعية مذهب البنائية في التعلم الذي يبدو فيه المتعلم أكثر إيجابية في استنتاج المعنى بدلاً من اكتساب المعلومات بصورة سلبية، ويرى أن اكتساب المعرفة ينبغي أن يتم «في سياق ومن أجل غرض محدد»." وقد كتب كون أيضًا على ضرورة توجيه عملية التعليم حول "مشاكل ومشروعات وأسئلة محددة«بدلاً من مجرد تمحوره حول قوائم من الحقائق والمهارات والتخصصات المنفصلة.» ويشعر كون، علاوة على ذلك، أن الطلاب ينبغي عليهم مثلاً المشاركة بفعالية في الفصول الدراسية مع إمكانية ترك تأثير ملموس في المناهج وهيكل القاعة الدراسية وأي تدابير انضباطية أخرى.
انتقد كون العديد من جوانب التعليم التقليدي. ويرى كون أن اهتمام إدارة الفصل الدراسي والنظام منصب على الامتثال أكثر من مساعدة الطلاب في أن يتحملوا تمامًا مسؤولية حل مشاكلهم. وقد استنكر أيضًا الآثار المترتبة على حركة "المسئولية" القائمة على الاختبارات - على وجه العموم، ولكن بصفة خاصة على البلدان منخفضة الدخل وطلاب الأقليات - قائلاً أن "الأطفال الأكثر فقرًا يملأون أوراق الإجابة بالأمر (في محاولة لتحسين درجاتهم في الاختبارات)، والأكثر من ذلك أنهم يقعون خلف الأطفال الأثرياء ممن يتمتعون على الأرجح بدروس خصوصية تساعدهم في فهم هذه الأفكار"." وانتقد كون في الآونة الأخيرة المكانة التي تحظى بها الواجبات في الفصول الدراسية الأمريكية، مشيرًا إلى أن الأبحاث العلمية لم تثبت أي فائدة تتحقق من الواجبات المنزلية، سواء كانت أكاديمية أو غير ذلك.

## وجهات نظر حول تربية الأبناء
التربية غير المشروطة (Unconditional Parenting) (2005) هو أول كتاب لألفي كون يتناول أساسًا موضوع تربية الأبناء، وقد خصص ثلاثة فصول لهذا السؤال في كتاب العقاب بالمكافآت (Punished by Rewards) (1993). ويناقش كون في هذه الفصول حاجة الآباء والأمهات إلى الاهتمام بتحقيق أهداف طويلة المدى لأطفالهم، مثل مساعدتهم ليتحملوا المسؤولية ويساعدون الغير، بدلاً من التركيز على الأهداف قصيرة المدى مثل الطاعة. والسؤال الرئيسي، كما يقول، "ما الذي يحتاجه الأطفال - وكيف يمكننا تلبية تلك الاحتياجات؟""
ولتحقيق هذه الغاية، ينادي كون بالنهج الذي يسميه "العمل مع" كتمييز لنهج "القيام بـ"". ويتضح النهج الأخير جليًا في أسلوب العقاب والمكافأة، وبصورة أشمل، التركيز على السلوك بدلاً من الدوافع والقيم التي تكمن وراء السلوك.
كان مقال كون بعنوان (خمسة أسباب للتوقف عن قول «عمل جيد») (Five Reasons to Stop Saying 'Good Job!) واحدًا من أكثر المقالات التي لاقت قبولاً وترحيبًا!; حيث يناقش في هذا المقال أن الثناء، مثل غيره من أشكال البواعث الخارجية، يميل إلى التأثير سلبًا في التزام الأطفال بالأشياء التي يُمدحون من أجلها (أي إن الأطفال يتعلمون فعل الأشياء مقابل الحصول على الثناء بدلاً من تعلميهم فعل الأشياء لأن ذلك هو الصواب أو لأنه من الممتع فعل ذلك). وقد توسع مؤخرًا في هذه الانتقادات للإشارة إلى أن التعزيز الإيجابي مثل بعض أشكال «النتائج» العقابية تصل إلى أنماط التنشئة المشروطة التي يتوقف فيها الحب على طاعة الوالدين وإرضائهما.

## وجهات نظره حول الإدارة
تناول كون في كتابيه لا للمنافسة (No Contest) (1986) والعقاب بالمكافآت (Punished by Rewards) (1993) موضوع المنافسة و"المذهب السلوكي الشعبي" في أماكن العمل وفي الأسر والمدارس. وحصل الكتابان على اهتمام كبير في الأوساط الاقتصادية، لا سيما عندما أيدهما الراحل ويليام إدواردز ديمنغ (W. Edwards Deming)، والمعروف بأنه ملهم حركة الجودة في المؤسسات. وتحدث كون في العديد من المؤتمرات عن الإدارة وفي العديد من المؤسسات الفردية، وخاصة في تسعينيات القرن الماضي، ونوقش عمله في هارفارد بيزنس ريفيو (Harvard Business Review) ومجلة سي إف أو (CFO Magazine) ومجلة الجمعية الأمريكية للتعويضات (American Compensation Association Journal) وغيرها من الإصدارات. ووصف بأنه "الناقد الأمريكي الأكثر تشددًا على اعتبار أن الأموال تمثل دافعًا"."

## الكتب والمقالات وأقراص الفيديو الرقمية
إجمالي ما نشره كون 12 كتابًا. تتمثل سبعة من هذه الكتب في مجال التعليم (مثال الواجبات المنزلية والاختبارات القياسية والتقدير المدرسي وأساليب التدريس) وكتاب عن الأبوة وأربعة كتب في موضوعات عامة (مثل طبيعة الإنسان والمنافسة والتحفيز). وقد تُرجمت كتبه إلى أكثر من عشر لغات.
- No Contest: The Case Against Competition (Houghton Mifflin, 1986/1992)
- You Know What They Say...: The Truth About Popular Beliefs (HarperCollins, 1990)
- The Brighter Side of Human Nature: Altruism and Empathy in Everyday Life (Basic Books, 1990)
- Punished by Rewards: The Trouble with Gold Stars, Incentive Plans, A's, Praise, and Other Bribes (Houghton Mifflin, 1993/1999)
- Beyond Discipline: From Compliance to Community (Association for Supervision and Curriculum Development, 1996/2006)
- What To Look For In A Classroom... And Other Essays (Jossey-Bass, 1998)
- The Schools Our Children Deserve: Moving Beyond Traditional Classrooms and "Tougher Standards" (Houghton Mifflin, 1999)
- The Case Against Standardized Testing: Raising the Scores, Ruining the Schools (Heinemann, 2000)
- What Does It Mean To Be Well Educated? And More Essays on Standards, Grading, and Other Follies (Beacon Press, 2004)
- Unconditional Parenting: Moving from Rewards and Punishments to Love and Reason (Atria Books, 2005)
- The Homework Myth: Why Our Kids Get Too Much of a Bad Thing (Da Capo Books, 2006)
- Feel Bad Education: And Other Contrarian Essays on Children and Schooling (Beacon Press, 2011)

Edited by Kohn:
- Education, Inc.: Turning Learning into a Business (Heinemann, 2002)

أقراص الفيديو الرقمية لمحاضرات كون:
- Unconditional Parenting: Moving from Rewards and Punishments to Love and Reason.
- No Grades + No Homework = Better Learning.

كتب كون مئات المقالات ونشرت في الصحف الأكاديمية والمجلات الشعبية والصحف والكثير من هذه المقالات متوفر على موقعه على الإنترنت. ومن بين المطبوعات التي قد أسهم فيها ذي أتلانتيك ونيويورك تايمز ومجلة هارفارد بيزنس ريفيو ومجلة كرونيكل أوف هاير إديوكاشن وبيرانتس ومجموعة متنوعة من النشرات الدورية التعليمية.

## وصلات خارجية
- Kohn's homepage
- WikEd page about Kohn
- Beacon Press web site for Feel-Bad Education